# Ovariohysterektomie
Die Ovariohysterektomie (von lat. Ovarium = „Eierstock“, griechisch Hystera = „Gebärmutter“ und εκτομή = „Herausschneiden“) ist eine erweiterte Form der Kastration weiblicher Tiere. Bei diesem Eingriff werden nicht nur die Gonaden (Keimdrüsen), also die Eierstöcke, sondern auch ein Großteil der Gebärmutter chirurgisch entfernt. Die Operation wird, aus anderen Gründen, meistens mit Entfernung der vollständigen Gebärmutter und unter anderem Namen (Hysterektomie mit beidseitiger Adnexektomie; Hysterectomia cum adnexibus bilateralibus) auch bei Frauen angewandt.
Da bei alleiniger Entfernung der Eierstöcke gelegentlich Veränderungen in der Gebärmutter auftreten, wurde diese Form der Kastration vor allem bei Hund, Kaninchen und Frettchen bevorzugt. Neuere Untersuchungen lassen allerdings erste Zweifel am Nutzen dieser Praxis aufkommen. Bei einer vereiterten Gebärmutter oder bei Tumoren der Gebärmutter ist diese Operation jedoch meist angezeigt.

## Vorteile
Neben krankheitsbedingt erfolgender Ovariohysterektomie wird diese Operation bei Tieren hauptsächlich zur Verhinderung unerwünschten Sexualverhaltens, Fortpflanzung oder mit der Läufigkeit verbundener hygienischer Aspekte (Blutung etc.) durchgeführt. Diese Indikation ist vom Standpunkt des Tierschutzes aus umstritten. 
Vor der ersten Läufigkeit kastrierte Hündinnen erkranken deutlich seltener an Tumoren der Milchleiste.
Bei ohne Partner gehaltenen weiblichen Frettchen ist die Entfernung der Keimdrüsen nötig, um den Eintritt einer dauerhaften Ranz zu vermindern, da diese zur Überproduktion von Östrogenen mit einer sich anschließenden tödlichen Knochenmarksdepression führen kann.

## Nachteile
Die Kastration weiblicher Tiere hat mehrere potentielle Effekte. Am häufigsten wird nach einer Entfernung der Keimdrüsen eine deutliche Gewichtszunahme beobachtet, der mit strenger Futterrationierung entgegengewirkt werden kann. 
Es ergeben sich auch wesentlich augenscheinlicher mit einer hormonellen Veränderung einhergehende Effekte:
- Harnträufeln (Harninkontinenz): Als Spätfolge der Kastration tritt sie innerhalb der ersten 2 Jahre nach der Operation auf und wird durch eine Verringerung der Schließmuskelspannung von Harnblase und Harnröhre hervorgerufen. Die Inkontinenz tritt im Mittel bei 10 % aller kastrierten Hündinnen auf und ist damit die häufigste unerwünschte Nebenwirkung. Das Risiko für Tiere über 20 kg Körpergewicht ist erhöht. Neben der Verabreichung von Sympathomimetika wie Ephedrin oder Östrogenpräparaten ist eine chirurgische Prophylaxe möglich. Bei dieser Kolposuspension wird der Uterusstumpf mit der Bauchdecke vernäht, was das Auftreten einer Inkontinenz unwahrscheinlicher macht.

- Veränderungen im Wesen und Verhalten des Tieres (s. a. Kastrationsfolgen).

- Welpenfell: Das Wachstum der Unterwolle wird vor allem bei langhaarigen Rassen (Spaniel, Langhaardackel) deutlich wahrgenommen. Die Tiere bekommen ein seidig wirkendes Fell, das dem Welpenfell ähnlich sieht.

- Scheidenentzündung: Wird eine Hündin vor ihrer ersten Läufigkeit kastriert und leidet sie zu diesem Zeitpunkt an einer Junghundvaginitis, kann sich diese Erkrankung in eine chronische Scheidenentzündung umwandeln.[2]